# منفط

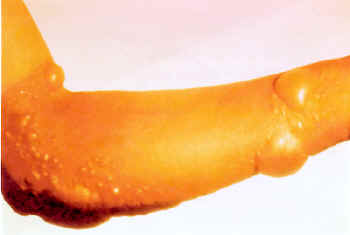
بثور على ذراع إنسان.

المنفّطات  هي مواد كيميائية تسبب عند تماسها مع جلد الإنسان ضرراً كبيراً له يتمثل بتشكل البثور.
تصنف المنفطات ضمن الأسلحة الكيميائية؛ وهي غالباً ما تكون مصنعة، ومن الأمثلة عليها كل من غاز الخردل ولويسيت وخردل النتروجين؛ بالمقابل يوجد هناك بعض المواد الطبيعية المنفطة، مثل مركب فورانوكومارين؛ وكذلك مركب كانثاريدين.